# Islote de Lobos (Canarias)
El islote de Lobos es una pequeña isla de Canarias (España), en el océano Atlántico. Está situada al noreste de la isla de Fuerteventura, en el estrecho de la Bocaina. Es una pedanía del municipio de La Oliva, en la provincia de Las Palmas. En 2021 contaba con un solo residente en el censo oficial.

## Descripción
Se trata de un islote de unos 6 km² de superficie y 13,7 km de litoral, situado a 2 km al noreste de Fuerteventura y a 8 km al sur de Lanzarote, islas separadas por el estrecho de la Bocaina. El islote puede ser visto con claridad desde Corralejo, la localidad más cercana. El canal que separa Fuerteventura de Lobos, cuya profundidad no excede de los 10 metros, se conoce como «El Río» o «Paso de la Orchilla».
Su nombre se debe a que en el pasado habitaban en la isla la foca monje (Monachus monachus) (conocidas también como lobos marinos), ahora en peligro de extinción. Los pescadores eliminaron la especie, ya que pensaban que su voracidad reducía los recursos marinos de la zona. Cada uno de estos animales necesita entre 30 y 40 kilogramos de pescado al día. Se están realizando esfuerzos de reintroducción de los lobos marinos, a pesar de la negativa de los pescadores.
La pequeña isla se encuentra protegida en su totalidad y forma el «parque natural del Islote de Lobos». Alberga más de 130 especies vegetales y varias especies de aves, destacando la gaviota argéntea (Larus argentatus), la hubara (Chlamydotis undulata fuertaventurae) (en determinadas épocas del año) y la pardela cenicienta (Calonectris diomedea). Los fondos marinos son área de reserva submarina y contienen una gran riqueza ecológica.
Su máxima altura se localiza en La Caldera, también conocido como El Filo La Herradura, de 127 metros de altitud.

## Historia
Recientes investigaciones arqueológicas realizadas por un equipo de la Universidad de La Laguna demuestran que los romanos llegaron a establecer un asentamiento al menos estacional en la isla para obtener el preciado tinte púrpura. Según las dataciones cronológicas de las cerámicas de las ánforas, dicho asentamiento romano tuvo uso industrial durante casi dos siglos, aproximadamente desde el I a. C. hasta el siglo I d. C..
En 1402, durante la conquista de las islas Canarias por Jean de Béthencourt, el islote de Lobos fue utilizado por su socio Gadifer de La Salle para aprovisionarse, cazando lobos marinos.
La isla fue frecuentada por piratas que aprovechaban la relativa seguridad del islote, debido a la ausencia de población estable, para refugiarse y hacer reparaciones de sus barcos en sus ensenadas. Esta situación cambió cuando, a partir de 1860, se inició la construcción del faro de Punta Martiño, en el extremo norte de la isla, estableciéndose una población permanente, aunque muy reducida. Los trabajadores portugueses, encargados de la construcción del faro, levantaron una pequeña colonia de chozas de piedra en el lugar conocido como «Llano de los Labrantes». Además construyeron caminos hacia el «puertito», lavaderos, corrales y varios aljibes subterráneos para recoger agua de lluvia. Uno de ellos, el de la «Hoya de las Lagunitas», tiene capacidad para unos 40 000 litros. El faro se iluminó por primera vez el 30 de julio de 1865.
En Lobos nació, en 1903, la poetisa y ensayista Josefina Pla, hija del farero. Tiene una estatua en la isla, próxima a la playa de la Concha, hoy de La Calera por la proximidad de un horno de cal que funcionó eficazmente para disponer del material necesario para la construcción de sus escasas y diminutas edificaciones.
La isla de Lobos fue adquirida a lo largo de los siglos siglo XIX y XX por diversos propietarios. En la segunda mitad del siglo XX, aprovechando el desarrollo turístico de las islas Canarias, hubo varios proyectos urbanísticos en el islote aunque no llegaron a hacerse realidad. Finalmente, la edificación fue prohibida con la declaración de la isla como parque natural.
El islote estuvo habitado hasta 1968 por un farero, Antonio Hernández Páez (Antoñito el Farero), y su familia. El faro fue restaurado y hoy en día funciona automáticamente.
La isla de Lobos fue declarada parque natural en el año 1982, formando el parque natural de las Dunas de Corralejo e Isla de Lobos. Posteriormente, en el año 1994, este parque natural se reclasifica como dos parques diferentes: el parque natural de Corralejo y el parque natural del Islote de Lobos. A su vez fue declarada Zona de especial protección para las aves (ZEPA) de la Red Natura 2000.
En mayo de 2007, la propiedad de la isla, hasta entonces de titularidad privada, fue cedida al Ministerio de Medio Ambiente de España, convirtiéndose en el dueño de la mayor parte del islote.Hasta entonces el propietario de la isla había sido Riu Hotels & Resorts, quien negoció con el gobierno para adquirir a cambio una ampliación en la concesión para ocupar el suelo en el que estaban situados dos hoteles de su cadena de manera ilegal.

## Turismo
Los visitantes del islote son pescadores, turistas, bañistas, submarinistas y surfistas, ya que existe una ola de derechas de mucha calidad en la base de La Caldera. Para llegar al islote, existe un servicio regular de transporte marítimo que enlaza con Corralejo, que aporta comida a la isla y visitantes. Hay un restaurante dirigido por los descendientes de Antoñito.[cita requerida]
Aunque hasta hace unos años existía una zona de acampada desde 2007 está prohibido acampar en el islote. Desde enero de 2019 es necesario solicitar un permiso al cabildo de Fuerteventura para poder acceder al islote de Lobos.

## Galería

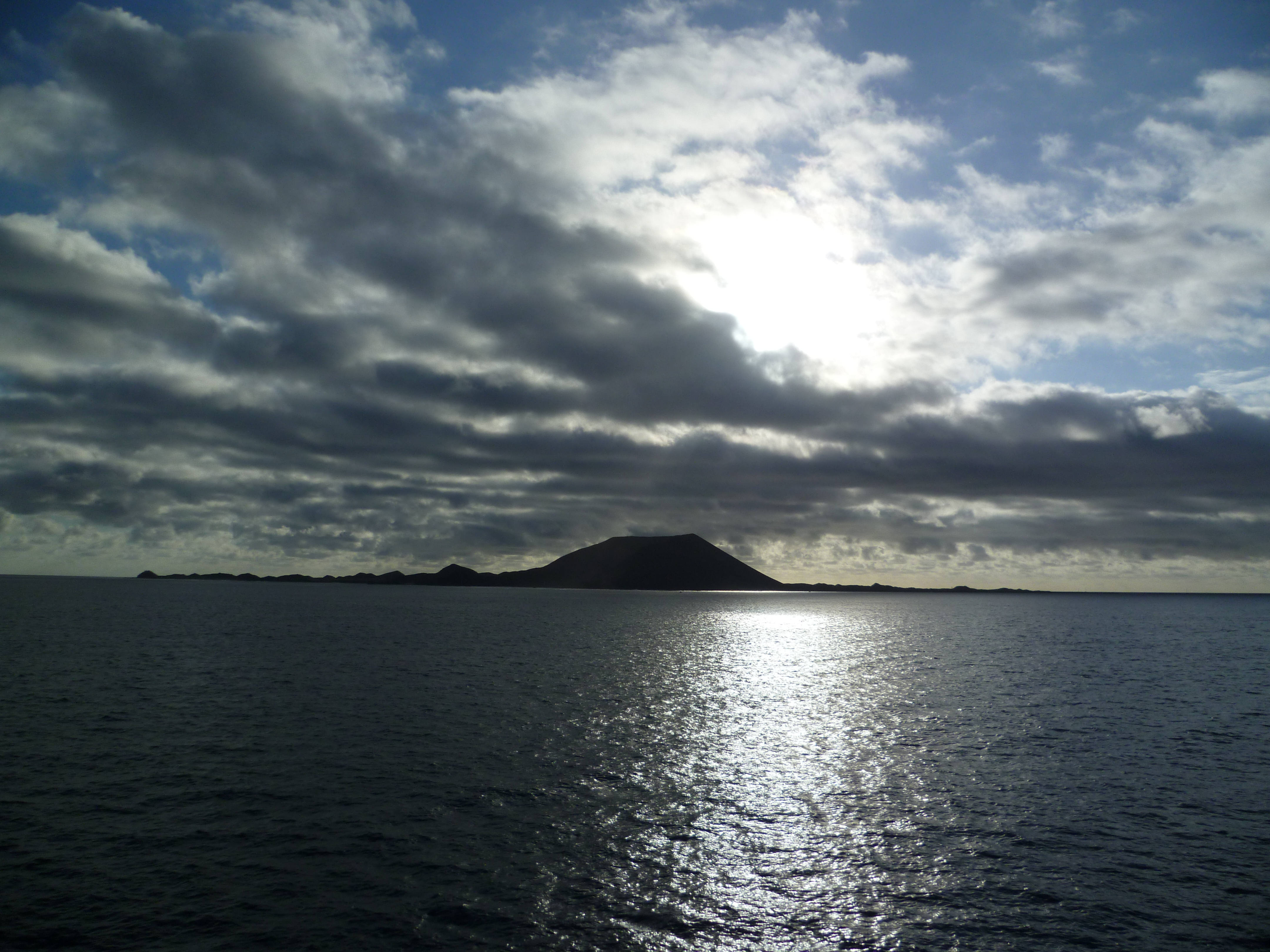
Isla de Lobos
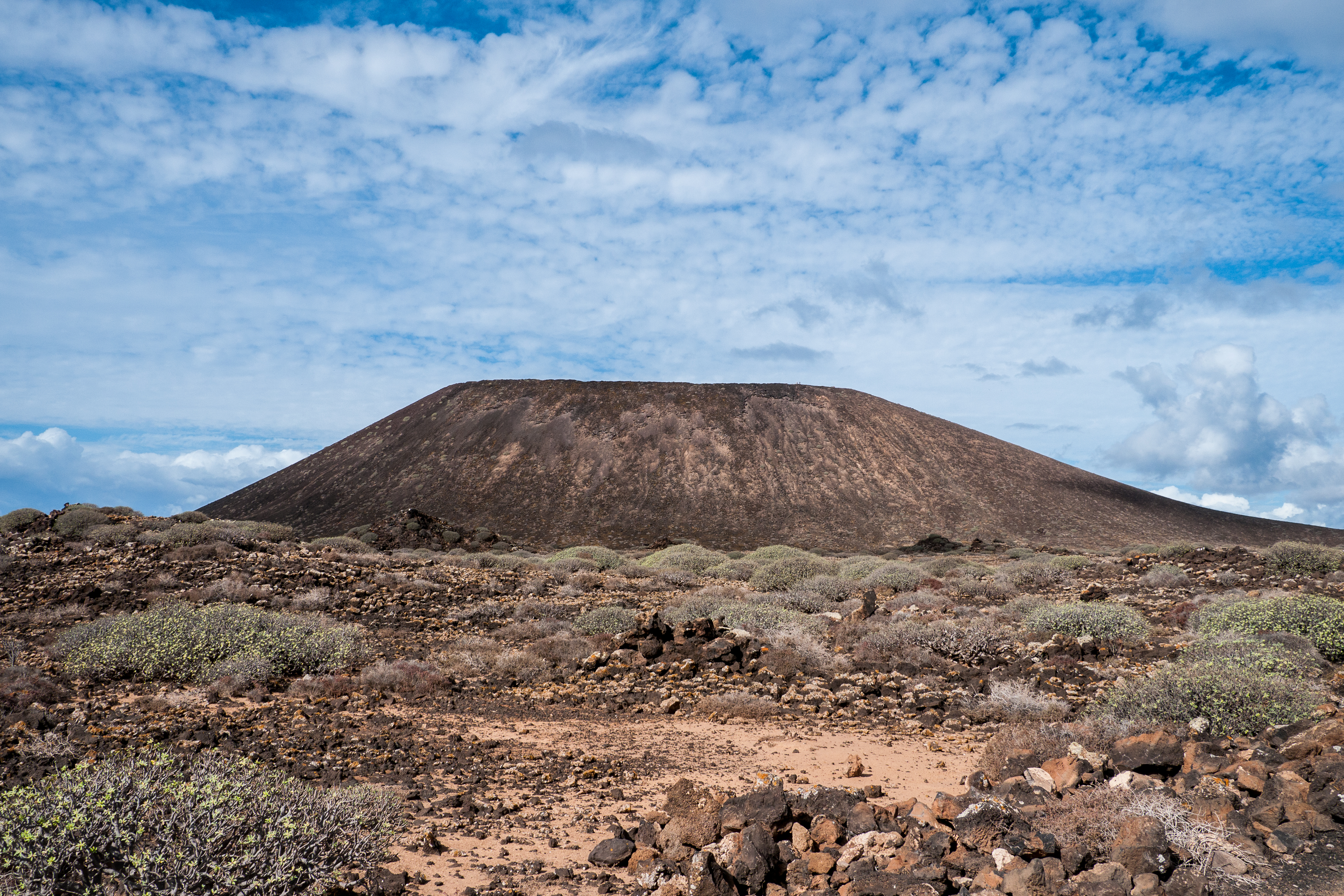
Montaña La Caldera
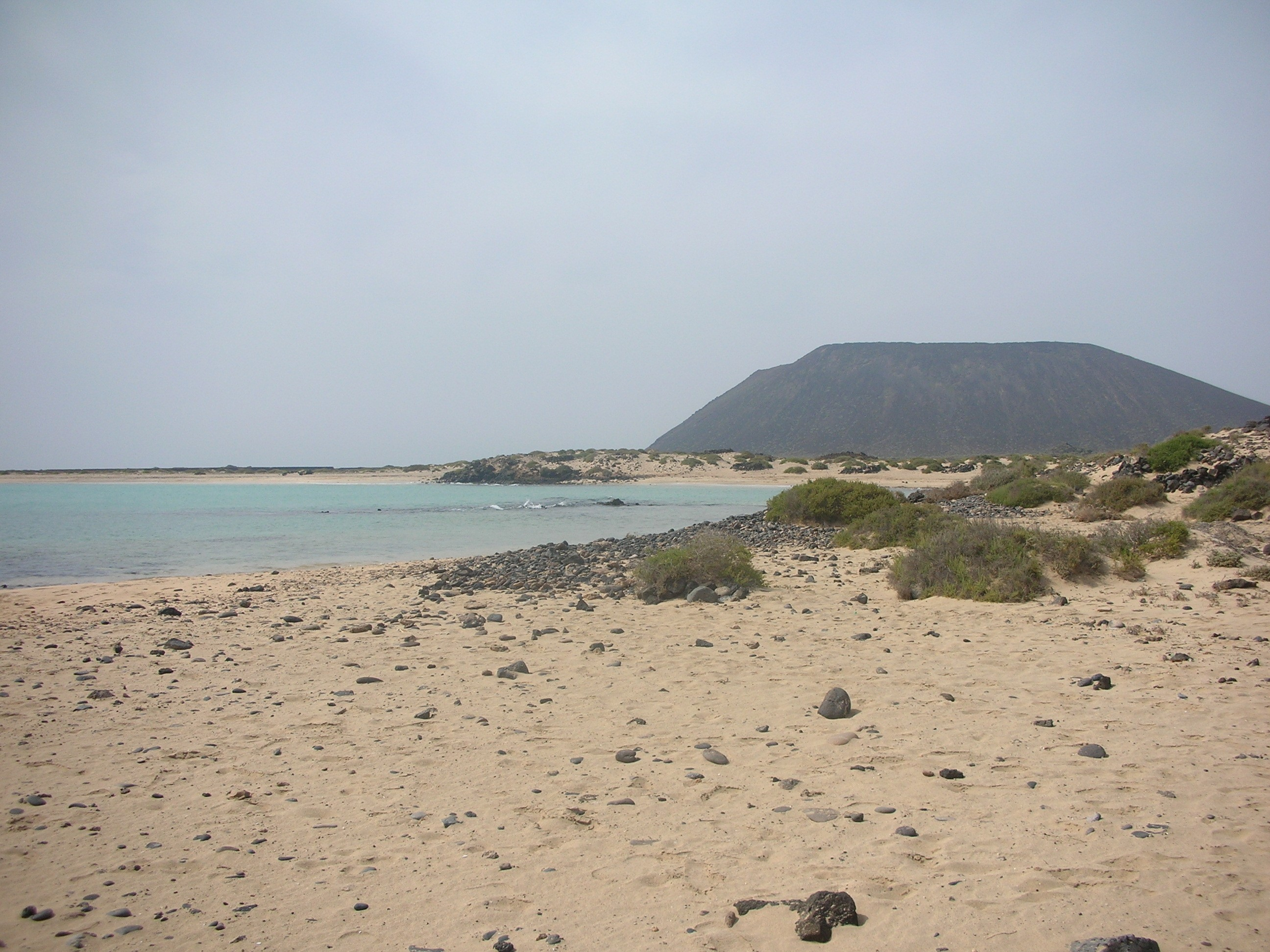
Playa de la Concha en la Isla de Lobos
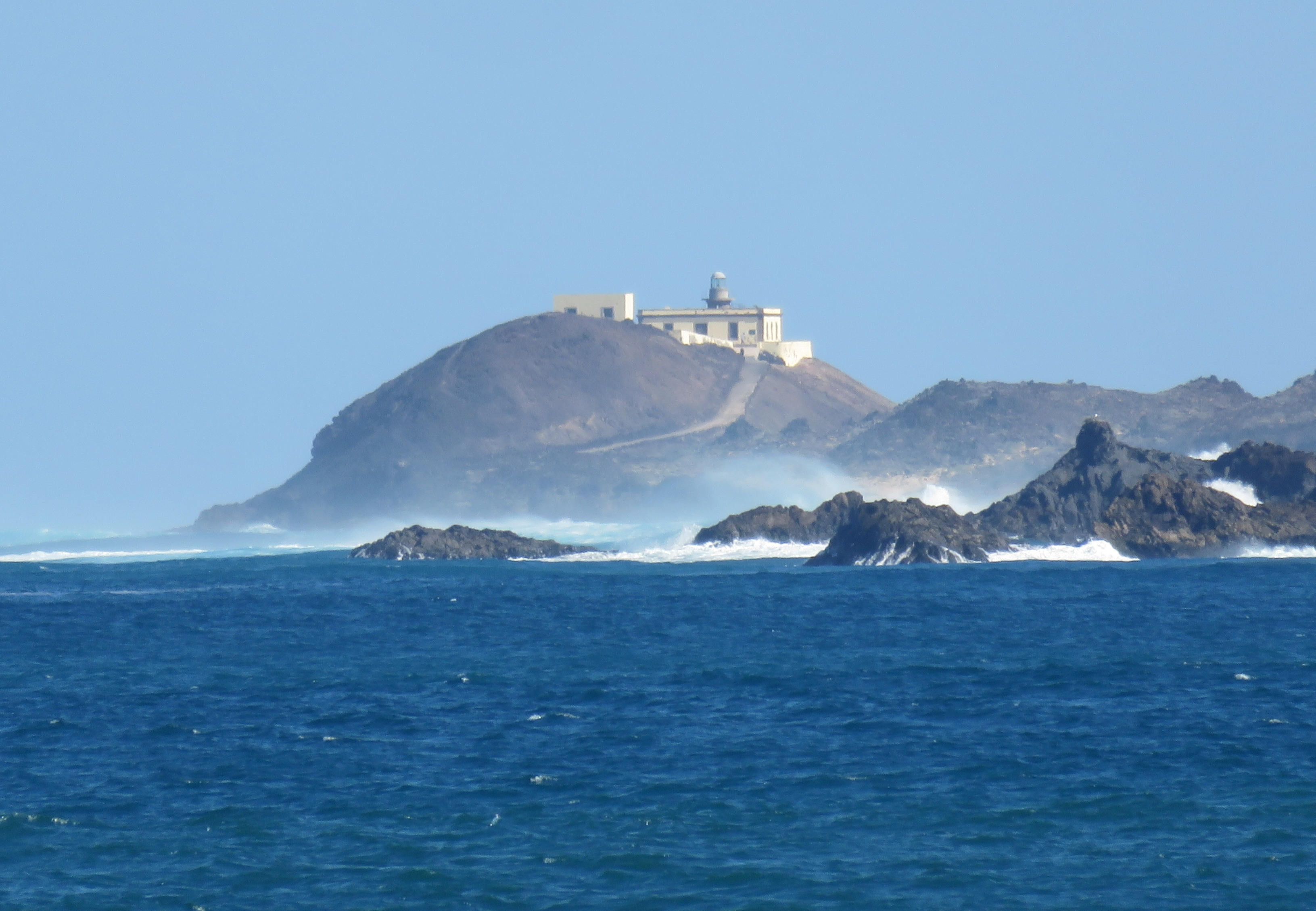
Vista del faro de Punta Martiño